# Lich (Germania)
Lich è un comune tedesco di 14 218 abitanti,, situato nel land dell'Assia.
Nella cittadina ha sede il birrificio Licher, che produce una delle birre più vendute in tutta l'Assia.